# Jan Traugott Bartelmus
Jan Traugott Bartelmus (ur. 26 grudnia 1735 w Bielsku, zm. 17 września 1809 w Cieszynie) – niemiecki pastor, superintendent, członek konsystorza.

## Życiorys
Potomek niemieckich kolonistów, syn sukiennika Zygmunta i Doroty. Ukończył szkołę ewangelicką w Bielsku, gimnazjum w Cieszynie. Po studiach teologicznych w Wittenberdze i Lipsku został w 1760 roku pastorem w Cieszynie.
Chociaż pochodził z niemieckiej rodziny, nauczył się języka polskiego i wygłaszał kazania w obu językach.
W 1784 został pierwszym superintendentem Moraw, Śląska i Galicji (w 1804 wydzielono superintendenturę Galicji).
Autor kilku broszur w języku niemieckim oraz zbioru kazań w języku polskim.